# Summer Nude
Summer Nude es un drama japonés de 2013 que se emitió en Fuji Television los lunes a las 21:00 (JST) desde el 8 de julio al 16 de septiembre de 2013. Está protagonizado por Tomohisa Yamashita, Erika Toda y Karina Nose.

## Argumento
Asahi es un fotógrafo profesional que trabaja en bodas y otros eventos sociales en una ciudad costera; Natsuki se queda el día de su propia boda, con Asahi fotografiando la escena. Se hacen amigos, y pronto Natsuki se va a vivir a la misma ciudad. Hanae, la antigua amiga de la infancia de Asahi, pronto se convierte en la gran amiga de Natsuki y comienza a contar el triste pasado de Asahi. Las dos se unen para tratar de hacer que el melancólico joven fotógrafo deje atrás a su novia que perdió pero nunca olvidó, Kasumi.

## Reparto
- Tomohisa Yamashita como Asahi Mikuriya. / 三厨 朝日
- Erika Toda como Hanae Taniyama. / 谷山 波奈江
- Karina Nose como Natsuki Chiyohara. / 千代原 夏希
- Masami Nagasawa como Kasumi Ichikura. / 一倉 香澄
- Ryo Katsuji como Takashi Yaino. / 矢井野 孝至
- Masataka Kubota como Hikaru Kirihata. / 桐畑 光
- Shori Sato como Hayao Taniyama. / 谷山 駿
- Mizuki Yamamoto como Aoi Horikiri. / 堀切 あおい
- Yudai Chiba como Haruo Yoneda. / 米田 春夫
- Ayami Nakajō como Mami Ichise. / 一瀬 麻美
- Nanami Hashimoto como Kiyoko Ishikari. / 石狩 清子
- Katsunori Takahashi como Kenji Shimojima. / 下嶋 賢二
- Yuka Itaya como Setsuko Shimojima. / 下嶋 勢津子
- Shigeru Saiki como Fumihiro Kominami. /小南 文博

## Episodios
| Episodio #                     | Fecha de transmisión     | Título del episodio                                   | Título romaji                                                             | Clasificación |
| ------------------------------ | ------------------------ | ----------------------------------------------------- | ------------------------------------------------------------------------- | ------------- |
| 1                              | 8 de julio de 2013       | 走り出す恋！ 夏の大三角関係ラブストーリー始まる       | Hashiridasu koi! Natsunodaisankaku kankei rabusutōrī hajimaru             | 17.4%         |
| 2                              | 15 de julio de 2013      | 海の日15分拡大SP・片想いの連鎖…どしゃ降り雨とうれし涙 | Uminohi 15-bu kakudai SP kataomoi no rensa… doshaburi ame to ureshinamida | 12.8%         |
| 3                              | 22 de julio de 2013      | 明かされた秘密！ それでも君を愛してる                 | Akasa reta himitsu! Soredemo kimi o aishi teru                            | 10.8%         |
| 4                              | 29 de julio de 2013      | 好きになってるじゃん、私                              | Suki ni natterujan, watashi                                               | 13.4%         |
| 5                              | 5 de agosto de 2013      | 友情と恋…あなたはどちらを選びますか？                 | Yūjō to koi… anata wa dochira o erabimasu ka?                             | 11.7%         |
| 6                              | 12 de agosto de 2013     | さよなら大好きな人…運命の再会と十年愛の結末           | Sayonaradaisukinahito… unmei no saikai to jūnen'ai no ketsumatsu          | 12.0%         |
| 7                              | 19 de agosto de 2013     | 離れている方が心の距離は近くなる？                    | Hanarete iru kata ga kokoro no kyori wa chikaku naru?                     | 11.1%         |
| 8                              | 26 de agosto de 2013     | 好きになってるじゃん、俺                              | Suki ni natterujan, ore                                                   | 11.7%         |
| 9                              | 2 de septiembre de 2013  | 10分でも会いたい                                      | 10-Bu demo aitai                                                          | 12.6%         |
| 10                             | 9 de septiembre de 2013  | 抱きしめられて                                        | Dakishime rarete                                                          | 12.4%         |
| 11                             | 13 de septiembre de 2013 | 裸になれた夏…ずっとそばにいるから                     | Hadaka ni nareta natsu… zutto soba ni irukara                             | 11.9%         |
| Average viewing ratings: 12.7% |                          |                                                       |                                                                           |               |